# Spiegelau Glas

Logo

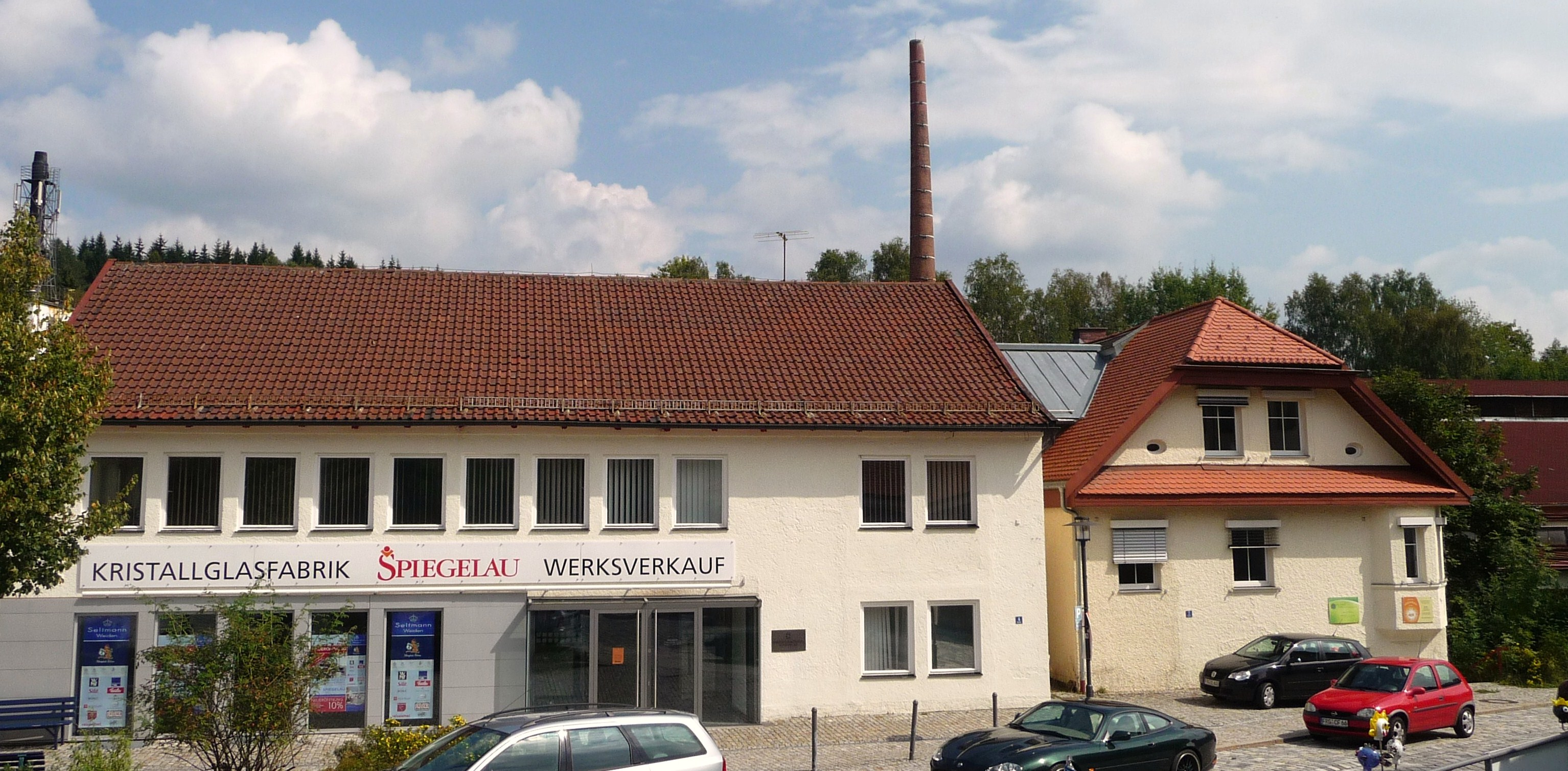
Die Kristallglasfabrik Spiegelau

Die Kristallglasfabrik Spiegelau GmbH hat ihren Sitz in der Gemeinde Spiegelau im Bayerischen Wald. Pro Jahr werden 20 Millionen Gläser erzeugt, vor allem Trinkgläser, Dekantier-Karaffen und sonstige Kristallglas-Accessoires. Im Jahr 1521 wurde die Glashütte Spiegelau erstmals urkundlich erwähnt. 2008 wurde die Produktion in Spiegelau eingestellt. Die Marke Spiegelau Glas wird seither an anderen Standorten des Markeninhabers Riedel Glas hergestellt. Gemeinsam mit der Marke Nachtmann gehört Spiegelau zu der von Riedel geführten Bayrischen Glaswerke GmbH.

## Beschreibung
Die Produktpalette der Kristallglasfabrik Spiegelau umfasst neben Trinkglasgarnituren wie Kelchgläsern und Bechern sowie Dekantierkaraffen und Krügen auch Accessoires für den gedeckten Tisch (beispielsweise Sektkühler, Essig- und Ölkaraffen, Kristallglasteller und Schalen).
Die Hauptmärkte für Gläser der Marke Spiegelau sind Europa, die USA, Asien und der Mittlere Osten. Der Exportanteil des Unternehmens beträgt 80 Prozent. Spiegelau verfügt mit Riedel Glass Works über eigene Vertriebsgesellschaften in den USA, in Großbritannien, Japan, Australien und China.

## Unternehmensgeschichte

### Anfänge
1521 wurde die Glashütte in Spiegelau erstmals urkundlich erwähnt, als der Grafenauer Bürger Erasmus Mospurger testamentarisch seine beiden Spiegelglashütten Spiegelau und Klingenbrunn der Pfarrkirche Grafenau testamentarisch vermachte. Im Jahr 1568 wurde Spiegelaw in der ”Karte von Bayern” des Philipp Apian als Spiegelfabrik eingezeichnet. Der Sitz des „Herrenhofes“ mit Landwirtschaft, Brauerei und Nebengebäuden war Klingenbrunn. Der Hüttenherr besaß zwei Hüttenrechte, so dass er immer zwei Standorte für die eigentliche Glasproduktion unterhalten konnte. Nach fast einem Jahrhundert ihrer Existenz zog die für ihre Spiegelproduktion bekannte Glashütte nach Ochsenkopf Klingenbrunn um, später nach Althütte und Neuhütte. Manche Standorte wurden im Lauf der Jahrhunderte mehrfach genutzt. Von Spiegelau blieb nur die Spiegelaumühle.

### Das 19. Jahrhundert

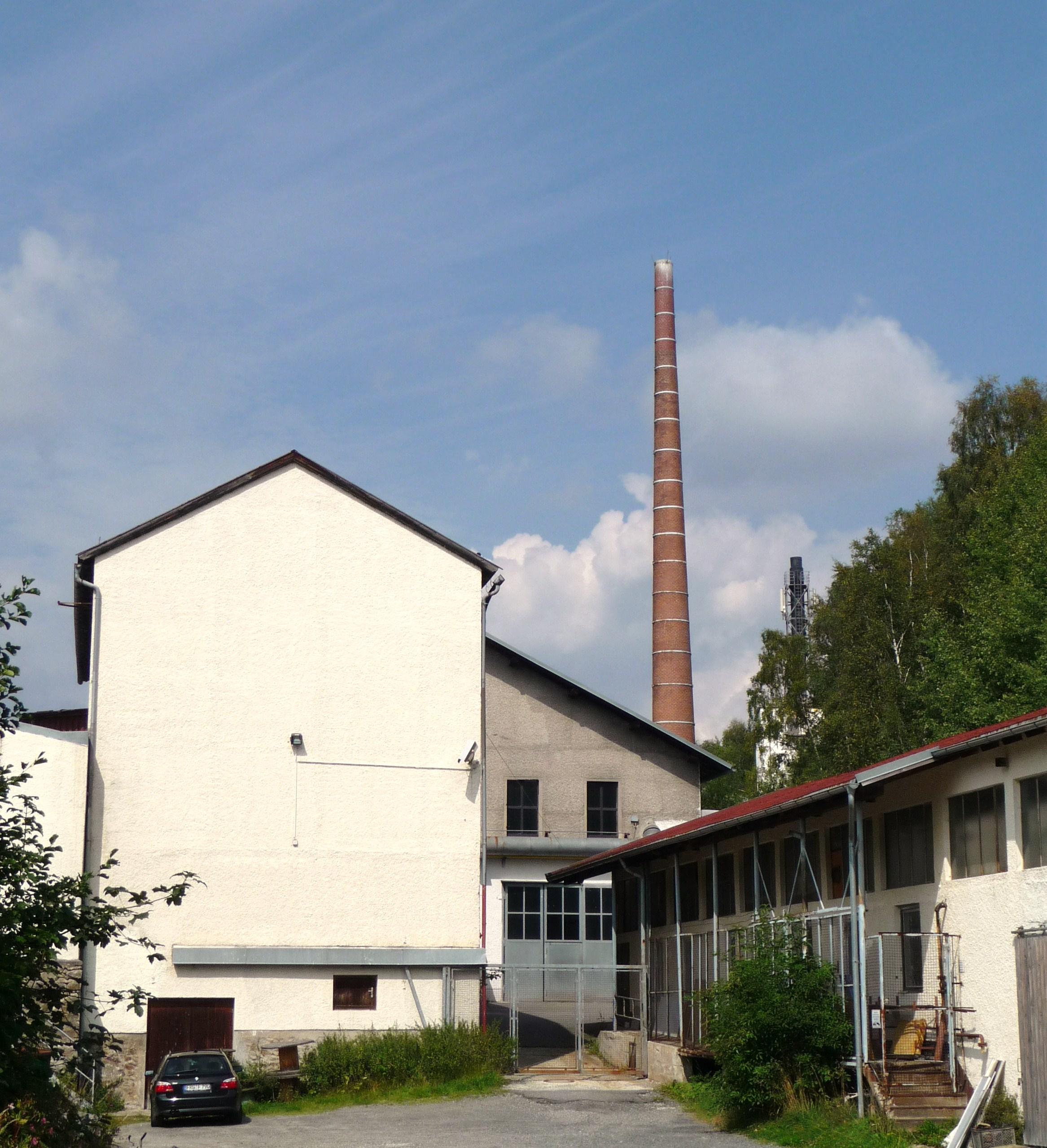
Blick auf die Glashütte in Spiegelau

1832 erwarb das Königreich Bayern das Glashüttengut mit allen dazugehörenden Ländereien und Wäldern. Die Gebäude und Produktionsanlagen wurden an private Investoren weiterverkauft. Die Wälder blieben in staatlichem Eigentum. Das Eigentümerkonsortium veräußerte die Klingenbrunner Neuhütte 1838 an den Eisenwarenhändler Anton Hellmayer aus Deggendorf und beendete damit den jahrhundertealten Verbund der Standorte Spiegelau und Klingenbrunn. 1839 verlegte dieser die Glashütte nach Spiegelau.
1842 ersteigerte der  Fuhrunternehmer und Bierbrauer Anton Stangl aus Zwiesel den Betrieb für 21.000 Gulden. Nach Anton Stangl führte sein Sohn Ludwig Stangl die Stanglhütte. 1874 erzeugten 35 Beschäftigte Schleif- und Hohlglas. Ende des 19. Jahrhunderts wurde die Erzeugung unter anderem auf die damals sehr populären, kunstvoll gestalteten Schnupftabakflaschen ausgeweitet. Nach Ludwig Stangls Tod 1898 führte dessen Sohn Ludwig Stangl junior den Betrieb bis zu seinem Tod 1905.

### Das 20. Jahrhundert
1908 übernahmen nach mehreren Eigentümerwechseln Anton Hilz und Ferdinand Dallmayer den Betrieb, der 1911 ausgebaut und modernisiert wurde. 1912 geriet die Hütte in finanzielle Schwierigkeiten und wurde von Millitzer & Münch ersteigert, die sie 1913 stilllegten.
Nach dem Ende des Ersten Weltkrieges übernahm der Bing-Konzern in Nürnberg die Glasfabrik, die 1926 durch ihren Direktor Kommerzienrat Fritz Pretzfelder erworben wurde. Im selben Jahr nahm sie ihre gültige Firma an: Kristallglasfabrik Spiegelau GmbH. Pretzfelder musste wegen seiner jüdischen Herkunft 1939 die Firma weit unter Wert verkaufen und emigrieren. Paul Beate und Hans von Schöppenthau führten die Glasfabrik während des Zweiten Weltkrieges weiter.
Nach Kriegsende wurde die Hütte treuhänderisch verwaltet, bis sie Pretzfelder nunmehr als Frederik Preston 1949 erneut übernahm. Die günstige Entwicklung der Glasfabrik unter Leitung des Direktors Danzmann hatte wesentlichen Anteil daran, dass 1959 der Gemeindename von Klingenbrunn in Spiegelau geändert wurde.

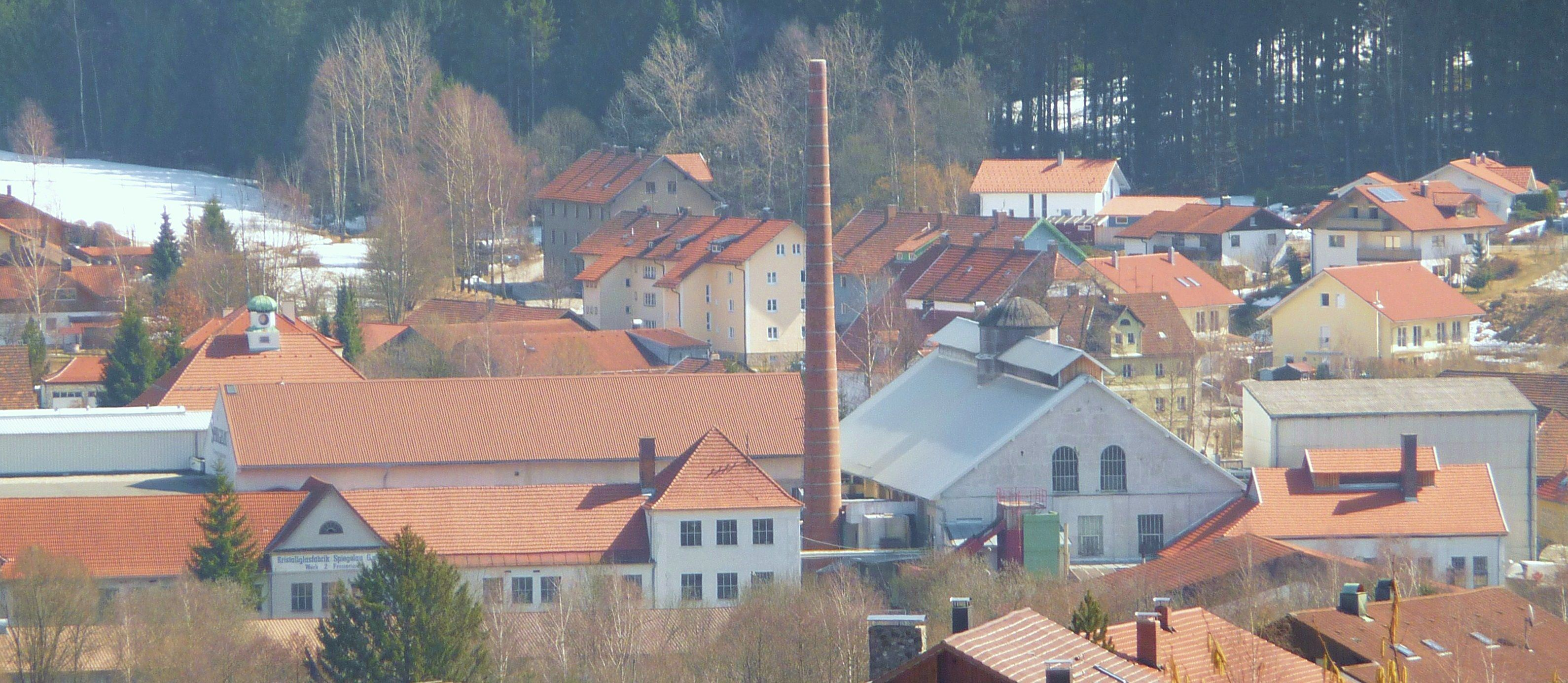
Die Glashütte Gistl (Werk II) in Frauenau

1962 ging die Spiegelauer Glashütte nach Prestons und Danzmans Tod (1961 und 1962) an eine Filiale der Württembergischen Metallwarenfabrik über, 1963 an die Union Sils, van de Loo & Co., Fröndenberg/Ruhr. Diese erwarb 1970 die Glashütte Gistl in Frauenau und machte sie zum Werk II der Kristallglasfabrik Spiegelau.
1975 waren in der Kristallglasfabrik Spiegelau GmbH 525 Arbeiter an vier Öfen, 20 Häfen und 15 Glasmacher-Werkstätten beschäftigt. 1990 erwarben die Nachtmann Bleikristallwerke die Glashütte Spiegelau mit den Produktionsstandorten Spiegelau und Frauenau.

### Gegenwart
Im Jahr 2004 übernahm das Österreichische Unternehmen Riedel Glas die Kristallglasfabrik Spiegelau. Die Internationalisierung der „Riedel Glass Works“ mit den Marken Riedel, Spiegelau und Nachtmann führte 2006 zur Gründung der Gesellschaft Spiegelau USA unter der Führung von Maximilian Riedel, der elften Generation von Glasmachern in seiner Familie.
Im Jahr 2008 wurde die Produktion in Spiegelau und 2009 in Riedlhütte eingestellt. Eine Schließung des Werks II ist für Ende 2016 geplant. Trotz eines schwachen wirtschaftlichen Gesamtumfeldes  im Jahr 2009 werden an allen Fabrikationsstandorten in Bayern, Tirol und Oberösterreich die  Produkte für die Marken Riedel, Nachtmann und Spiegelau weiter produziert. Darüber hinaus erzeugen die Werke in erheblichem Umfang Glasartikel für internationale Luxusmarken wie Tiffany, Villeroy & Boch und andere. Das 2007 aufgenommene Geschäftsfeld der Glasindustriegüter – es werden u. a. Autoscheinwerfer, Industrieleuchten und Glasdachziegel gefertigt – ergänzt das Produktsortiment.
Gemeinsam mit der Marke Nachtmann gehört Spiegelau zu der von Riedel geführten Muttergesellschaft Bayerische Glaswerke GmbH, wobei Nachtmann das Basissegment ist und Spiegelau das gebobene Segment präsentiert. Im Januar 2024 bekamen die Bayerischen Glaswerke für die Weinglasserie „Definition“ der Marke Spiegelau den Negativpreis „Plagiarius 2024“ verliehen. Das Unternehmen behauptet, die Gläser orientierten sich an zwei eigenen, älteren Serien. Die Jury sieht das anders. Sie weist darauf hin, dass sie den in Weinkreisen hoch angesehenen, von Hans Denk erdachten Denk'Art Gläsern der Firma Zalto Glas zum Verwechseln ähnlich sehen.